# Червеночела лиска
Червеночела лиска (Fulica cristata) е вид птица от семейство Дърдавцови (Rallidae).

## Разпространение и местообитание
Разпространен е в Ангола, Ботсвана, Еритрея, Етиопия, Замбия, Зимбабве, Испания, Кения, Демократична република Конго, Лесото, Мадагаскар, Малави, Мароко, Мозамбик, Намибия, Руанда, Свазиленд, Танзания, Уганда и Южна Африка.